# Perdaxius
Perdaxius  es un municipio de Italia de 1.465 habitantes en la provincia de Cerdeña del Sur, región de Cerdeña.

## Lugares de interés
- Iglesia campestre de San Leonardo.
- Iglesia de San Giacomo, construida en el siglo XIII, de estilo románico.

## Evolución demográfica
| Gráfica de evolución demográfica de Perdaxius entre 1861 y 2001 |
|                                                                 |
| Fuente ISTAT - Elaboración gráfica de Wikipedia                 |